# Coxicerberus abbotti
Coxicerberus abbotti is een pissebed uit de familie Microcerberidae. De wetenschappelijke naam van de soort is voor het eerst geldig gepubliceerd in 1961 door Lang.